# Episodi di Sheriff of Cochise (terza stagione)
La terza stagione della serie televisiva Sheriff of Cochise è stata trasmessa in anteprima negli Stati Uniti d'America in syndication tra l'11 ottobre 1958 e il 6 giugno 1959.
| nº | Titolo originale          | Titolo italiano | Prima TV USA     | Prima TV Italia |
| -- | ------------------------- | --------------- | ---------------- | --------------- |
| 1  | The Fugitives             |                 | 11 ottobre 1958  |                 |
| 2  | The Reservation           |                 | 18 ottobre 1958  |                 |
| 3  | Sentenced to Death        |                 | 25 ottobre 1958  |                 |
| 4  | Wishing Well              |                 | 1º novembre 1958 |                 |
| 5  | Cop Hater                 |                 | 8 novembre 1958  |                 |
| 6  | The Arraignment           |                 | 15 novembre 1958 |                 |
| 7  | Seventh Stranger          |                 | 22 novembre 1958 |                 |
| 8  | The Fence                 |                 | 29 novembre 1958 |                 |
| 9  | The Stool Pigeon          |                 | 6 dicembre 1958  |                 |
| 10 | Check Artist              |                 | 13 dicembre 1958 |                 |
| 12 | The Champ                 |                 | 27 dicembre 1958 |                 |
| 13 | Inside Job                |                 | 3 gennaio 1959   |                 |
| 14 | Gold Is Where You Find It |                 | 10 gennaio 1959  |                 |
| 15 | The Diner                 |                 | 24 gennaio 1959  |                 |
| 16 | Pursuit                   |                 | 24 gennaio 1959  |                 |
| 17 | The Threat                |                 | 31 gennaio 1959  |                 |
| 18 | Mass Escape               |                 | 7 febbraio 1959  |                 |
| 19 | A Matter of Friendship    |                 | 14 febbraio 1959 |                 |
| 20 | Grandfather               |                 | 21 febbraio 1959 |                 |
| 21 | Mechanic                  |                 | 1959             |                 |
| 22 | The Promise               |                 | 1959             |                 |
| 23 | Episode 3x23              |                 | 1959             |                 |
| 24 | Episode 3x24              |                 | 1959             |                 |
| 25 | Episode 3x25              |                 | 1959             |                 |
| 26 | Armored Car               |                 | 4 aprile 1959    |                 |
| 27 | Episode 3x27              |                 | 1959             |                 |
| 28 | The Third Miracle         |                 | 18 aprile 1959   |                 |
| 29 | Good Indian               |                 | 1959             |                 |
| 30 | Episode 3x30              |                 | 1959             |                 |
| 31 | Episode 3x31              |                 | 1959             |                 |
| 32 | Episode 3x32              |                 | 1959             |                 |
| 33 | Episode 3x33              |                 | 1959             |                 |
| 34 | Maryjo Is Missing         |                 | 30 maggio 1959   |                 |
| 35 | Episode 3x35              |                 | 1959             |                 |
| 36 | The Kidnapper             |                 | 1959             |                 |
| 37 | Episode 3x37              |                 | 1959             |                 |
| 38 | Deer Hunt                 |                 | 7 giugno 1959    |                 |
| 39 | R.I.P.                    |                 | 6 giugno 1959    |                 |